# Син Вовка (збірка оповідань)
«Син Вовка» в інших українських перекладах «Вовчі сини» — перша збірка оповідань  Джека Лондона, що вийшла друком у 1900 р. До неї ввійшли такі оповідання: «Біла тиша», «Син Вовка», «Люди з Сорокової Милі», «У далекому краї», «За того, хто в дорозі», «Панотцевий привілей», «Мудрість подорожня», «Дружина короля», «Північна одіссея». Ця збірка є першою з тих, що відкривають цикл «північних оповідань» — умовна назва ранніх творів письменника, з якими він входить у світову літературу. Об'єднані єдиною тематикою, вони становлять своєрідний героїчний епос американської Півночі, що розповідає про «золоту лихоманку», красу і гармонію природи, про життєві драми людей, світ, сповнений дії.

## Передумови написання
У середині 90-х років США охопила золота лихоманка. Піддавшись спокусі швидко розбагатіти, улітку 1897 р. Дж. Лондон разом зі своїм шурином вирушає на  Аляску. Чоловік сестри не витримав випробувань і повернувся додому. Дж. Лондон продовжував свій шлях самостійно. Це було неймовірне випробування його моральних і фізичних сил. Восени разом з іншими золотошукачами він почав мити пісок, але ця спроба була невдалою. Розпочалася важка зима. Лондон захворів на цингу. Нічого не заробивши, він змушений був повернутися додому.
Повернувшись з Аляски, Лондону не вдається знайти якусь роботу — у країні криза. Переповнений думками, враженнями, спостереженнями від подорожі та енергією, він сідає писати. На Алясці Джек свідомо збирав матеріал для майбутніх художніх творів. Багато чого на Півночі його дуже вразило і примусило замислитися. З-під його пера одне за одним виходять оповідання, які згодом увійшли до скарбниці світової літератури. Однак видавництва не поспішають друкувати його твори. Зрештою у січні 1899 р. журнал «Оверленд манслі» затвердив до друку оповідання «За того, хто в дорозі». Через місяць було надруковано «Білу Тишу». У квітні 1900 р. виходить уже збірка «Син Вовка». Ці твори приносять йому популярність, успіх, перші солідні гонорари, змогу спокійно жити і писати.
До того ж у цей період Лондон старанно вивчає праці Дарвіна, Мальтуса, Сміта, Рікардо, Гоббса, Локка, Спенсера, Лейбніца, Ніцше,  Геккеля та інших з антропології, біології, економіки, історії, філософії. Їхній вплив також позначився на ранніх оповіданнях Дж. Лондона.

## Тематика оповідань і їхні художні особливості
Муки, хвороби, розчарування, яких Дж. Лондон зазнав на Півночі, визначили головні теми його творчості та зробили улюбленим письменником мільйонів читачів.
Провідними темами збірки є:
- романтичне протиставлення природи і цивілізації;
- боротьба сильної особистості зі стихією, протистояння людини і природи, утвердження моральних якостей людей, їхньої взаємодопомоги, дружби, людяності;
- проблема життя і смерті;
- любов і вірність;
- прославляння сильної, мужньої особистості.

Оповідання, що входять до збірки, розповідають про велич білої людини, прославляється її перевага в силі, сміливості, мужності над іншими расами. Тут відчутний вплив ніцшеанства й дарвінівської теорії. У цій — першій — збірці виявилися основні мотиви творчості письменника. У його оповіданнях панує гуманізм, понад усе цінується людяність, чесність, повага до людської гідності й свободи.

## Сюжети оповідань, що ввійшли до збірки

### Біла Тиша
Мейсон з вагітною дружиною-індіанкою Рут та герой багатьох творів Дж. Лондона Мелмют Кід долають складний шлях серед безмовної, вкритої снігом північної пустелі. Перед ними 200 миль неїждженого шляху, їжі лишилося на шість днів і лише для них, для собак не зосталося нічого. Мейсон схилився закріпити ремінець на мокасині — і тут на нього впала величезна сосна. Рут і Мелмют Кід визволяють його з-під стовбура. Мейсон страшенно покалічений, кілька днів бореться за життя. Розуміючи свій стан, він просить Кіда подбати про його дружину, а його застрелити, оскільки їм потрібно йти далі. З огляду на відсутність харчів, розлюченість собак через голод, Кіду доводиться зважити на прохання друга і виконати його останню волю.

### Син Вовка
Відлюдько Макензі, відважний сміливець, один з піонерів Півночі, хоче взяти за дружину Зоринку — дочку індіанського вождя Тлін-Тінега і прибуває з цією метою до табору індіанців. Проте занадто багато білих чоловіків — синів Вовка, як їх називають у племені, — забрали вже найкращих індіанських дівчат, тому індіанські юнаки готові боротися за Зоринку. Однак хитрий Макензі все розрахував, він завоював прихильність дівчини, умилостивив щедрими подарунками її батька. Залишилося лише вступити в бій з Лисом і Ведмедем — індіанцями, які також претендують на руку і серце Зоринки. Коли шаман племені побачив, що перевага на боці Макензі, то випустив стрілу, щоб влучити в нього, але Макензі вдало відхилився і стріла протнула груди Ведмедеві. Лиса, який не вміє користуватися зброєю білих людей, Відлюдько підкуповує тютюном.

### Люди з Сорокової Милі
Двоє знайомих Лон Мак-Фейн і Бетлз вирішили стрілятися, посперечавшись про існування донної криги. Їхні друзі намагаються запобігти біді. І тут дуже вчасно у таборі з'являється мудрий і винахідливий Мелмюд Кід. Він пропонує дуелянтам повішати того з них, хто переможе, щоб більше нікому не кортіло повторити їхній приклад. Після такого повороту подій бажання стрілятися в Лона Мак-Фейна і Бетлза відразу зникло.

### У далекому краї
Бажаючи швидко розбагатіти, клерк Картер Везербі вирушає на Північ. По дорозі він зустрічає магістра мистецтв Персі Касферта, який також вирушив у подорож, вбачаючи у цьому справжню романтику. Вони дуже різні люди, об'єднують їх лиш непідготовленість до випробувань Півночі та лінощі. Саме тому шукачі, до гурту яких вони пристали, вирішують їх залишити на півдорозі в добре облаштованій хатині з гарним запасом харчів. Вижити в суворих північних умовах можна, лише дотримуючись чітких правил і злагоджено діючи. Але Персі й Картер не змогли порозумітися. Об'їдаючись залишеними їм ласощами, не маючи зелені й не рухаючись, вони швидко захворіли на цингу. До того ж Везербі стали переслідувати привиди, а Касферт відморозив собі пальці. Вони перестали розмовляти, розділили продукти і кожен із них стежив за тим, щоб інший не з'їв його харчів. Але якось Касферт переплутав торбинки з цукром. Везербі помітив це і одержимий привидами, вирішив зарубати свого сусіду. Під час бійки він поранив Касферта, а той заколов його ножем і, знерухомілий, лишився помирати.

### За того, хто в дорозі
У хатині, де зупиняється Мелмюд Кід, завжди людно. Мандрівники сидять за столом, п'ють пунш та розповідають різні історії. Аж раптом до хатини зайшов якийсь незнайомець. Він наздоганяє трьох чоловіків, які, за його словами, вкрали у нього запряг. Цей чоловік відразу викликав симпатію в Мелмюта Кіда. Йому запропонували відпочити, дали в дорогу харчів. Але не пройшло і 15-ти хвилин, як двері знову відчинились. До хатини увійшов офіцер поліції і повідомив, що наздоганяє злодія, який обікрав на сорок тисяч Гаррі Мак-Фарленда. Усі, окрім Мелмюта Кіда, обурені, що надали притулок такому злодюзі. Мелмют розповідає, як все є насправді. Джек Вестондейл, який зупинився у них перепочити, насправді доручив своєму товаришеві Джо Кастрелові свої гроші, сорок тисяч, доправити до Канади, оскільки сам не міг вирушити в дорогу, бо доглядав хворого напарника. А Джо ці гроші програв Мак-Фарленду. Наступного дня Джо знайшли мертвим, а у Мак-Фарленда забрали програну йому суму. Після розповіді друзі випивають за здоров'я незнайомця, якому надали притулок.

### Панотцевий привілей
Ґрейс — турботлива, працьовита дружина Едвіна Бентама, яка в усьому йому допомагає, незважаючи на його лінощі й нездалість до будь-якої справи. Завдяки її зусиллям вони знайшли багату на золото ділянку, розбагатіли. Але чоловік не цінує своєї дружини, ще й здіймає на неї руку. Ґрейс не витримує і йде до сусіда Клайда Вортона, з яким вони часто пересікалися на дорозі й мовчки обмінювалися поглядами. Вони хочуть поєднати свої долі. Але панотець Рубо бачив, як Ґрейс звернула до хатини сусіда. Він приходить до Клайда й переконує жінку повернутися до чоловіка й не вдаватися до гріха. Але після цієї пригоди священика ще довго терзає сумління, чи вчинив він правильно.

### Мудрість подорожня
Кілька білих людей та індіанців разом долають складний шлях зловісними просторами Півночі на Юкон. У них обмаль харчів. Вони всі знесилені, залишки продуктів чітко розраховані. Але одного дня індіанці, які несли борошно, не витримали, відстали, розвели вогонь і всупереч встановленому закону з'їли продукти. Ситка Чарлі, що запідозрив недобре і повернувся за ними, карає їх згідно із суворими законами Півночі. На звук його пострілів озвалися інші рушниці — це були люди з Юкону, до яких вони й намагалися вийти.

### Дружина короля
Кол Гелбрейс одружується із напівіндіанкою Магдалиною. Вони добре жили, аж поки Кол не вирушив у пошуках дивовижного Ельдорадо. На Півночі він захопився однією грекинею-танцюристкою і не бажає повертатися додому. Дізнавшись про це, Магдалина вирушає слідом за ним. Вона зупиняється в хатині Мелмюта Кіда і розповідає про свою біду. Мелмют вирішує провчити Кола. Наближається День подяки, на який у поселенні влаштовують маскарад. Мелмют разом зі своїми друзями вчать Магдалену танцювати і граційно ходити. На маскараді в костюмі російської царівни вона виглядає не менш привабливо, ніж Фреда в костюмі Полярного духа. До кінця вечора зберігається інтрига, хто ж ховається за цими костюмами. Кол вражений, коли стає відома правда, і повертається до дружини.

### Північна одіссея
У Нааса, сина вождя племені на одному з Алеутських островів, весілля. Він одружується з Унгою, за яку дав великий викуп. Аж раптом до берега причалює судно на чолі з відважним Акселем Гундерсоном, який підпоїв Нааса і вкрав його дружину. Наас вирушає на пошуки, йому доводиться об'їхати півсвіту, щоб знайти її, зазнавши неймовірних поневірянь. Зрештою він зустрічає їх у Доусоні. І виявляється, що Унга й Аксель щасливі разом, але Наас не зважає на це. Він вірить, що Унга обов'язково до нього повернеться, як тільки він прибере з дороги Акселя. Він пропонує їм вирушати з ним у пошуках золота в дуже небезпечну й тривалу подорож. По дорозі вони роблять схованки з продуктами, щоб було чим поживитися, повертаючись назад, але Наас переховує харчі. Вони знаходять поклади золота, але зовсім знемагають, вирушивши у зворотню путь, через брак їжі. Лише Наас не втрачає сил. Аксель, знесилений, помирає. Наас розповідає Унзі, хто він є насправді і пропонує повернутися додому й розпочати життя спочатку, у відповідь Унга вихоплює ножа з його піхов і ранить його та залишається помирати поряд із Акселем. Наас повертається в поселення, де живе Мелмюд Кід, геть знеможений і вбитий горем.

## Екранізації
Син вовка — 1922 (США, режисер: Норман Доун).
Північна одіссея — 1914 (США, режисер: Гобарт Босворт).

## Видання українською мовою
- Джек Лондон. Твори у 30-ти томах. Том 15: «Вовчі сини». «Діти морозу». Переклад з англійської: ?. Харків: Держвидав України. 1929. 351 стор.
  - (передрук) Джек Лондон. «Вовчі сини». Переклад з англійської: ?. Мюнхен: Лоґос. ?. 172 стор. (примітка: це передрук совєтського видання 1928 року під редакцією б. п. Юрія Клена.) (завантажити з Діаспоряни [Архівовано 23 лютого 2016 у Wayback Machine.])
- Джек Лондон. Твори: у 12-ти томах. Том 1. Переклад з англійської: Ольга Косач-Кривнюк (збрірка «Син вовка»). Київ:  Дніпро, 1969 р.[1][2]
- Джек Лондон. Син Вовка. Переклад з англійської: Ольга Косач-Кривинюк та Ігор Андрущенко. Київ: Знання, 2014. 198 с. — (English Library). — ISBN 978-617-07-0203-6.